# 极速前进7
《极速前进7》是真人秀电视系列剧《极速前进》的第七季。这一季于2005年3月1日开始公映，2005年5月10日结束。拍摄工作从2004年11月20日至2004年12月19日。
在这一季的比赛中，对非淘汰赛段的惩罚有一项改变。除了要被没收全部的钱以及在下赛段将无法获得津贴外，以后的比赛中，他们所有的东西除了护照和穿着的衣服外，都将被没收。他们也同样不再被允许在下一赛段开始前讨钱（下一赛段开始后可以讨钱）。比赛者也可以向其他队伍要或买衣服、卫生用品。
2005年春季，第七季可以參加艾美獎最佳真人秀節目。雖然第五季及第六季可以參與，但評審決定選擇最近播出的第七季。

## 比賽结果
这里列出了所有参赛队伍的比赛结果，以最终比赛成绩为顺序列出：
| 隊伍                | 關係             | 分段比賽成績 | 分段比賽成績 | 分段比賽成績 | 分段比賽成績 | 分段比賽成績 | 分段比賽成績 | 分段比賽成績 | 分段比賽成績 | 分段比賽成績 | 分段比賽成績 | 分段比賽成績 | 分段比賽成績 | 分段比賽成績 | 路障完成情況           |
| 隊伍                | 關係             | 1            | 2            | 3<>          | 4            | 5            | 6            | 7            | 83<>         | 83<>         | 9            | 10           | 11           | 12           | 路障完成情況           |
| ------------------- | ---------------- | ------------ | ------------ | ------------ | ------------ | ------------ | ------------ | ------------ | ------------ | ------------ | ------------ | ------------ | ------------ | ------------ | ---------------------- |
| Uchenna & Joyce     | 夫婦             | 8th          | 4th          | 2nd          | 3rd          | 6th          | 3rd          | 3rd2         | 3rd          | 1stƒ         | 1st          | 3rd          | 3rd          | 1st          | Uchenna 6, Joyce 5     |
| Rob & Amber         | 戀愛中           | 3rd          | 1st          | 5th1         | 1st          | 5th          | 2nd          | 1st          | 1st          | 3rd          | 3rd          | 1st>         | 2nd          | 2nd          | Rob 6, Amber 6         |
| Ron & Kelly         | 前戰俘／選美王后 | 10th         | 2nd          | 4th          | 4th          | 2nd          | 1st          | 2nd          | 2nd          | 2nd          | 4th          | 2nd<         | 1st          | 3rd          | Ron 6, Kelly 6         |
| Meredith & Gretchen | 退休夫婦         | 6th          | 7th          | 7th1         | 7th          | 7th          | 5th          | 5th4         | 5th          | 4th          | 2nd          | 4th          |              |              | Meredith 6, Gretchen 4 |
| Lynn & Alex         | 男友             | 5th          | 5th          | 1st          | 5th          | 4th          | 4th          | 4th          | 4th          | 5th          |              |              |              |              | Lynn 4, Alex 4         |
| Brian & Greg        | 兄弟             | 4th          | 9th          | 3rd          | 2nd          | 3rd          | 6th          | 6th          |              |              |              |              |              |              | Brian 3, Greg 5        |
| Ray & Deana         | 戀愛中           | 7th          | 3rd          | 6th1         | 6th          | 1stƒ         | 7th          |              |              |              |              |              |              |              | Ray 2, Deana 2         |
| Susan & Patrick     | 母子             | 2nd          | 8th          | 8th          | 8th          |              |              |              |              |              |              |              |              |              | Susan 2, Patrick 2     |
| Debbie & Bianca     | 好友             | 1st          | 6th          | 9th          |              |              |              |              |              |              |              |              |              |              | Debbie 2, Bianca 0     |
| Megan & Heidi       | 室友             | 9th          | 10th         |              |              |              |              |              |              |              |              |              |              |              | Megan 1, Heidi 0       |
| Ryan & Chuck        | 好朋友           | 11th         |              |              |              |              |              |              |              |              |              |              |              |              | Ryan 0, Chuck 0        |

- 红：已淘汰。
- 蓝：最后到达之队伍，但由于处在非淘汰赛段，并未淘汰，但被处罚没收除了衣物和護照以外的所有物品和现金，并且在下一赛段将不会给予任何现金以供使用。
- 绿：获得快进线索。
- 黄：>说明这个队伍使用了冻结；<是被冻结的队伍；<>：表示該賽段有凍結可使用，但並未使用。

1. a b c Rob, Meredith 和 Deana由于无法完成路障任务，所以在下一支队到来后按照依次做路障的顺序开始罚时4小时。
2. 2Uchenna & Joyce原本是第三支到达的队伍，但他们没有正确完成路障任务，所以他们要回去重新开始做路障。但这个处罚没有令他们的名次有改变.
3. 3第八赛段是普通赛段长度的两倍，并分别设有两个岔道和两个路障。使用快进的队伍在这一赛段的中程得到快进线索，因此他们只被允许跳过第二组岔道和路障。
4. 4 Meredith & Gretchen原本是第四支到达的队伍，但是他们错过最后一条线索就前往中继站，所以他们要回去拿最后一条线索。期间Lynn & Alex 到达往中继站，使得Meredith & Gretchen排名第五。

## 賽段獎項
無特別說明，本獎項頒發給部分賽段的冠軍隊，下表列出該些賽段的獎項。
- 第1段 - 每人一萬美金
- 第2段 - 由Travelocity提供的亚特兰蒂斯度假中心和巴哈馬天堂島旅遊。
- 第3段 - 無
- 第4段 - 由Travelocity提供的倫敦五天五晚遊
- 第5段 - 豐田2005款RAV4型車每人一輛
- 第6段 - 無
- 第7段 - 由Travelocity提供的摩纳哥豪華酒店五日遊，包括來回機票及直升機接送。
- 第8段 - 無
- 第9段 - 由Travelocity提供的兩萬美元旅遊基金以及該賽段比賽結束後四季大酒店豪華套房一間。
- 第10段 - JVC提供的家庭娛樂系統組合
- 第11段 - 無
- 第12段 - $1,000,000$

## 旅程
美国 →  秘魯 →   智利 →  阿根廷 →  南非 →   →  印度 →  土耳其 →  英国 →  牙买加 →  波多黎各 →  美国

## 赛段

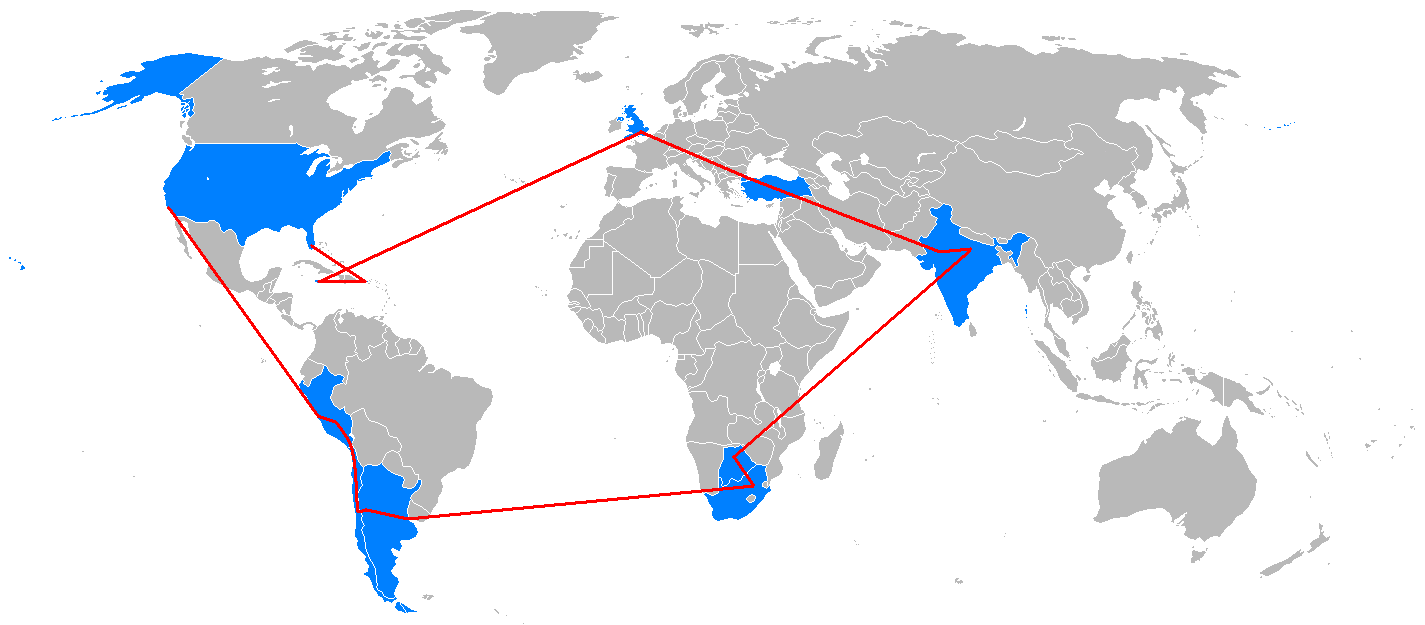
第七季路線圖

### 第1段（美國→秘魯）
- 美國加州長灘（瑪麗皇后號郵輪附近）（起點）
- 洛杉磯（洛杉磯國際機場）飛往  秘魯卡亞俄（豪爾赫·查韋斯國際機場）
- 利馬（武器广场）
- Ancón（Playa Hermosa）[AT1]
- 卡亞俄（豪爾赫·查韋斯國際機場）飛往 庫斯科(Alejandro Velasco Astete国际机场)
- 萬布蒂奥 (Virgen del Carmen Kiosk)
- 萬布蒂奥（峽谷）[AT2] [AT3]
- 庫斯科（Convento de La Merced）

繞道：
套羊駝--每名队员要套住一个大羊驼,然后牵着大羊驼前往羊圈。之后牧人会给出下一条线索。
套籮筐--每名队员要套住装有苜蓿的箩筐并背起走一段路前往一家商店，就能获得下一条线索。
附加任務：
[AT1]：到达Playa Hremosa后队伍要在三个沙堆里找到飞往庫斯科的机票（6：00，7：00，7：40）。找到机票后，队伍就不得搜索其他沙堆。
[AT2]：到达萬布蒂奥峽谷后，队伍要滑过两段绳索，在谷底打开下一条线索。
[AT3]：完成绕道后，队伍要前往警局，搭乘每20分钟出发的卡车前往Pisac。到达后，队伍要在市集里找到下一条线索。

### 第2段（秘魯→智利）
- 库斯科（库斯科巴士站） 到 阿雷基帕（阿雷基帕巴士站）
- 阿雷基帕 （擦鞋联盟）
- 阿雷基帕（Rodríguez Ballón国际机场) 飛往 智利圣地亚哥（阿圖羅·梅里諾·貝尼特斯准將國際機場）
- 圣地亚哥（圣母玛利亚像）
- 圣地亚哥（圣卢西亚山上的海王喷泉）

路障:一名队员要换上工作服，在代表的陪同下要在街上说服客人擦鞋，每擦一双鞋收1秘鲁索尔。擦完5双鞋后，队伍要回到擦鞋联盟，用5秘鲁索尔换取下一条线索。
绕道:
购物--队伍要前往一家餐馆，在那里厨师会给队员所要购买的食材单。然后队伍要前往市集购买并带回去交给厨师，就能获得下一条线索。
搬运--队伍要前往一家书店，用推车将180本书送到一家图书馆，就能获得下一条线索。

### 第3段（智利→阿根廷）
- 阿根廷门多萨 （Puente Viejo）
- 門多薩（苏伊索营地）
- 門多薩（圣伊西德罗大庄园）

繞道:
划船--队伍要登上气垫船,沿着湍急的河流划船7英里,到达下一条线索处.
踏车--每名队员要选一辆山地车,然后沿着铁轨骑行7英里到达下一条线索处.
路障:一名隊員要吃传统的烧烤大餐,包括牛肋骨、豬肉腸、血腸、牛腸、牛乳房、牛腎和一部分的牛唾腺.每人的额定份量为4磅,全部吃完后,就能获得下一条线索。

### 第4段（阿根廷）
- Lulunta（卡巴尼亚·拉·瓜塔纳高乔牧场）
- 门多萨(Governor Francisco Gabrielli 国际机场) 到 布宜诺斯艾利斯(Jorge Newbery 机场)
- 雷蒂罗（阿根廷空军广场的纪念钟塔）
- 雷蒂罗(雷蒂罗火车站) 到 蒂格雷(蒂格雷车站)
- 蒂格雷（700大道码头）
- 维森特·卡萨雷斯（马丁纳马球场）

路障:一名队员要骑上马,绕过木桶并返回起点。如果能在40秒内完成,就能获得下一条线索.
绕道:
旧船--队伍要根据一张30年前的照片乘船前往众多旧船的水域里找到一艘指定的旧船。找到后,就能获得下一条线索.
岛屿--队伍要根据地图乘船前往一座河流,然后再找到一座小岛。上岸后,就能获得下一条线索.

### 第5段（阿根廷→南非）
- 布宜诺斯艾利斯（埃塞萨皮斯塔里尼部长国际机场）飛往 南非約翰內斯堡（約翰內斯堡國際機場）
- 約翰內斯堡(約翰內斯堡國際機場停车场)
- 索韦托（巴拉格瓦纳市场） [AT1]
- （恩加卡内街,曼德拉故居附近）

通行证:队伍要自行驱车前往一座发电厂的冷却塔,然后走过位于塔顶的悬桥.当两名队员都走到对岸后,就可赢得通行证.
绕道:
隧道--队伍要自行驱车前往一座洞穴,然后两名队员要进入洞内,在洞穴里找到下一条线索.
部落--队伍要自行驱车前往一座文化村,然后再6样物品里找到5样部落需要的。然后将物品送到相应的部落,部落首领会回赠给他们一条项链。当集齐5条项链后,就能获得下一条线索.
路障:一名队员要在市场里购买五样物品,全部买齐后,就能获得下一条线索.
附加任务：
[AT1]：完成路障后，队伍要将刚买到的五样物品送到孤儿院，院长会给出下一条线索。

### 第6段（南非→博茨瓦纳）
- Krugersdorp（犀牛和狮子自然保护区） [AT1]
- 約翰內斯堡（約翰內斯堡國際機場） 到 博茨瓦纳哈博罗内 (塞雷茨·卡馬爵士國際機場)
- 哈博罗内（哈博罗内车站） 到 弗朗西斯敦（弗朗西斯敦车站）
- 弗朗西斯敦 到 Gweta
- Gweta (Giant Aardvark)
- Xau Xarra (Cattle Post)
- 馬卡迪卡迪鹽沼

路障:一名队员要用长矛投中20英尺外的目标。投中后，布什曼人会给出下一条线索。
绕道:
食物--队伍要用当地传统工具捣碎玉米粉，土著妇女会用筛子筛选足够小的粉末。当筛选出来的粉末到达指定线后，就能获得下一条线索。
水--队伍要用吸管将地下水吸到陶罐里，当装满12个陶罐后，再将其冷藏就能获得下一条线索。
附加任务：
[AT1]:到达犀牛和狮子自然保护区后，队伍要登记两班前往保护区的车子并在保护区里喂食狮子。喂完后，队伍会获得下一条线索。

### 第7段（博茨瓦纳）
- 馬翁市附近Sankuyo村 (水塔)
- Khwai (Khwai River)
- Khwai (Khwai River Lodge)

绕道:
搬运--每名队员要用头顶搬运三样物品到达附近的烹饪区，途中不能用手扶。当三样物品都送到后，就能获得下一条线索。
挤奶--队伍要前往羊圈抓住一只羊并将其拴住，然后挤10盎司羊奶就能获得下一条线索。
路障:一名队员要开车渡过浅滩，然后再开车前往标示柱并将其拔出，之后再将路上的两道障碍移除，就可以开车前往下一条线索。

### 第8段（博茨瓦纳→印度）
- Khwai 到  弗朗西斯敦（弗朗西斯敦机场）
- 弗朗西斯敦（弗朗西斯敦机场） 到  印度勒克瑙（阿茅西机场）
- 勒克瑙（Bara Imambara）
- 勒克瑙 (Kohinoor Steel Emporium)
- 勒克瑙 (Indane Bhushan Gas Service, Aishbagh)
- 勒克瑙 (Rooftop of Charbaugh Multistory Flats)

路障:一名队员要在众多的铁盒里，找到里面有下一条线索的。 
绕道:
固体--队伍要前往一家煤矿，将煤炭砸成小块后装满两个麻袋直到80公斤，然后队伍要用三轮车将两袋煤送到一家商店，就能获得下一条线索。
液体--队伍要前往一家茶店，选一辆茶车推到一座大楼，之后队伍找到十人名单里找到五个人，用一杯茶换取一张名片。之后再推茶车回到茶店，用五张名片换取下一条线索。
- 勒克瑙（勒克瑙车站） 到 焦特布尔（焦特布尔车站）
- 焦特布尔（Sardar市场钟塔）
- 焦特布尔 (Deora Krishi Farm)
- 焦特布尔（Jaswant Thada）

路障:一名队员要操控骆驼车，在跑道上跑两个来回。到达终点后，就能获得下一条线索。
通行证:队伍要前往一座寺庙，参加传统的祈福仪式--剃头。当两名队员都剃光后，就可赢得通行证。
绕道:
象鼻--队伍要前往老城，将600磅重的大象模型送到一座寺庙，就能获得下一条线索。
浸染--队伍要前往一座社区，然后拿一篮25块布匹。之后队员要浸染布匹，下一条线索只会出现在一张布匹上。

### 第9段（印度→土耳其）
- 焦特布爾（焦特布爾機場）飛往 土耳其伊斯坦堡 （伊斯坦堡國際機場）
- 伊斯坦堡（克兹塔）[AT1]
- 伊斯坦堡（加拉太塔）
- 伊斯坦堡（如梅利堡垒）

绕道:
柱子--队伍要前往一座由224根柱子所制成的水井，然后用网格图找到四根柱子并记住印在柱子上的数字，之后队伍要从井里取出密码箱，然后用先前得到的四个数字随机组合找到开锁密码，就能获得下一条线索。
重量--队伍要前往一座广场找到指定的人从而得到一个体重秤，然后请路人来秤自己的体重。一旦总重量达到2500公斤，就能获得下一条线索。
路障:一名队员要利用绳梯爬上堡垒，然后到堡垒顶部拿到一把钥匙。之后队员要绳降至堡垒内，从而打开线索。
附加任务
[AT1]:乘船到达克兹塔后，队伍要在附近找到漫游精灵，每个漫游精灵底座都有一个图案。如果队伍找到底座是飞机图案的，把它带到中继站，会获得额外的奖励。

### 第10段（土耳其→英國）
- 伊斯坦堡 (Sirkeci 火车站)[AT1]
- 伊斯坦堡（伊斯坦堡國際機場）飛往 英國英格蘭倫敦（希斯路機場）
- 威斯敏斯特（Abbey Road）
- 兰贝斯区（倫敦眼）[AT2]
- 格林威治区（千禧巨蛋）
- 萨瑟克区 (Potter's Field 公园)

绕道:
脑力--队伍要前往就近伦敦地铁站，并解决三道谜题。谜题会指引他们前往贝克街221B号的福尔摩斯博物馆，到达后就能获得下一条线索。
体力--队伍要前往一座公园，然后队伍将五艘船从湖边送到储藏区。当船堆放好后，就能获得下一条线索。
路障:一名队员要驾驶伦敦的双层巴士经过一段训练赛道，如果途中碰到路锥，巴士会回到起点队员要从头再来。最后队员要倒车进入指定位置，从而获得下一条线索。
附加任務
[AT1]:到达Sirkeci Train Station后，队伍会经过旋转的托钵僧。之后根据线索“找到一条以一张披头士专辑而闻名的路”指引队伍前往Abbey Road。
[AT2]:到达倫敦眼后，队伍要进入其中一个观光舱。然后在众多建筑里找到有比赛旗帜的，在旗帜下方就有下一条线索。

### 第11段（英國→牙買加）
- 倫敦（倫敦希斯路機場）飛往 牙買加金斯敦 (诺曼·曼利国际机场)
- 安東尼奧港（Frenchman's Cove）
- 安東尼奧港 (Grant's Level High)
- 蒙特哥湾（Round Hill）

路障:一名队员要玩一种叫“limbo”的派对游戏，每个横杆的高度对应第二天从Frenchman's Cove出发的时间，队员有八次尝试更低的高度。
绕道:
漂流--队伍要利用竹筏沿着河流用一根竹竿漂流8英里，完成后就能获得下一条线索。
造船--队伍要利用所提供的材料制作竹筏，然后划船跨过河流到对岸爬上上坡，就能获得下一条线索。

### 第12段（牙買加 → 波多黎各 → 美國）
- Lucea(Cool Breeze Onion Shack) [AT1]
- 蒙特哥湾（Rose Hall （页面存档备份，存于））
- 蒙特哥湾 (桑斯特国际机场) 飛往 美國波多黎各聖胡安（聖胡安國際機場）
- 聖胡安 (Fort San Felipe del Morro)
- 阿瓜迪亞 (Abandoned Sugar Factory)
- 聖胡安（聖胡安國際機場）飛往 佛羅里達州邁阿密（邁阿密國際機場）
- 邁阿密 (Rickenbacker Causeway)[AT2]
- 邁阿密（小哈瓦那 – El Rey de los Habanos）
- 勞德代爾堡（Bonnet House （页面存档备份，存于））

绕道:
骑马下海--队伍要前往沙滩，然后每名队员骑一匹马下海，当马开始游泳时，队伍要下马抓住其尾巴，队伍要绕过远处的浮标再回来就能获得下一条线索。
高尔夫球--队伍要穿上高尔夫球服，并拿走一副球杆。然后队伍要在击球区往远处的目标区域击球，只要一名队员击出的球落在目标区域，就能获得下一条线索。
路障:一名队员要从高台跳入水里，然后游向下一条线索，之后会有船载他们回到岸边。
附加任務
- [AT1]:队伍先乘车前往Cool Breeze Onion Shack拿走一袋50个洋葱，之后再前往一家餐厅把带来的洋葱切碎。全部切完后，就能获得下一条线索。
- [AT2]:根据线索“找到哈瓦那之王”，队伍要知到这家雪茄店的西班牙文。到达该店后，就能获得通往终点的线索。

## 外部連結
- 官方網站 （页面存档备份，存于）
- TARFlies Times (Season 7) （页面存档备份，存于）
- Uchenna&Joyce訪問 (The Early Show)
- 最後三強訪問 (The Early Show)